# Joseph Odermatt (Politiker)
Joseph Odermatt (auch Josef Odermatt) (* 30. November 1892 in Buochs; † 14. Dezember 1977 ebenda) war ein Schweizer Politiker. Von 1955 bis 1967 gehörte er dem Nationalrat an.

## Leben
Joseph Odermatt wurde in Buochs im Kanton Nidwalden geboren. Seine Eltern waren der Regierungsrat Joseph Odermatt und Christina Zimmermann. Nach dem Abschluss der Schule machte er ein Rechtsstudium an der Universität Freiburg im Üechtland. Nach Studienabschluss kehrte Odermatt in die Heimat zurück und wurde Redaktor des konservativen Nidwaldner Volksblatts.
Seine politische Karriere startete Odermatt auf Gemeindeebene. Er war Vertreter der Konservativen im Schulrat, im Kirchenrat und im Gemeinderat von Buochs. Zwischen 1931 und 1934 war er Gemeindepräsident von Buochs.
Auch auf kantonaler Ebene war Odermatt in zahlreichen Ämtern tätig. Er war ab 1925 Nidwaldner Staatsanwalt, ab 1926 Gerichtsschreiber und 1937 bis 1940 Ratsherr im Landrat des Kantons. Bereits 1940 wurde er Regierungsrat. Dieses Amt übte er bis 1962 aus und war sechsfacher Landammann. Zudem war er Präsident der Konservativen Volkspartei des Kantons Nidwalden.
Auch auf Bundesebene bekleidete er ein politisches Amt, das Amt eines Nationalrats. Zwischen dem 5. Dezember 1955 und dem 3. Dezember 1967 war er der einzige Vertreter des Kantons Nidwalden im Nationalrat.
Odermatt heiratete am 11. Juni 1926 Marie Zimmermann. Seine grössten Interessengebiete waren Bildung und Musik. Odermatt war lange Zeit Mitglied und Präsident der Maturakommission und Ehrenmitglied des Musikvereins Buochs.